# Jacques Chaumelle
Jacques André Chaumelle (Parigi, 20 luglio 1931 – Parigi, 8 luglio 2013) è stato un paroliere, sceneggiatore e attore francese, durante la sua carriera, ha anche usato lo pseudonimo di Dan Silver..

## Biografia
Jacques Chaumelle ha scritto, su musiche di grandi autori, testi di numerose canzoni per altrettanti interpreti, fra i quali si ricordano Bernard Kesslair, Johnny Hallyday, Eddy Mitchell, Noël Deschamps, Jean-Claude Pascal, Richard Anthony, Mireille Mathieu, Dalida, Claude François, Michèle Torr, Romuald Figuier, Annie Philippe.
In ambito cinematografico è stato sceneggiatore e attore, e ha composto egli stesso diverse colonne sonore

## Cinema e sceneggiati televisivi
colonne sonore
- I cavalieri del cielo, autore della sigla, 1967-70
- Le inchieste del commissario Maigret, 1964-73
- Il penetrante fumo dell'adulterio, (titolo originale:Laisse-toi faire la neige est bonne), Regia di Henri Sala, 1976
- Sole su un'isola appassionatamente, (titolo originale: Un amour ça va ça vient), Regia di Henri Sala, 1977

sceneggiature
- Le diavolesse (Morgane et ses nymphes), 1971, film di Bruno Gantillon
- Emanuelle e Lolita, sceneggiatore, 1978 film di Henri Froger

## Testi di canzoni (parziale)
- Adieu la fête, adieu la nuit, 1963
- Les garçons pleurent, 1964
- J'avais deux amis, 1965
- Le temps file ses jours(testo in francese di Un giorno dopo l'altro), 1966
- Ce soir je t'attendais, 1966
- Seul notre amour n'a pas changé, 1969